# Agallia varzeana
Agallia varzeana är en insektsart som beskrevs av Dutra 1970. Agallia varzeana ingår i släktet Agallia och familjen dvärgstritar. Inga underarter finns listade i Catalogue of Life.